# Dysmathia
Dysmathia is een geslacht van vlinders uit de familie van de prachtvlinders (Riodinidae), onderfamilie Riodininae.
Dysmathia werd in 1868 voor het eerst wetenschappelijk beschreven door Bates.

## Soorten
Dysmathia omvat de volgende soorten:
- Dysmathia cindra Staudinger, 1887
- Dysmathia costalis Bates, H, 1868
- Dysmathia glaucina Stichel, 1928
- Dysmathia glaucoconia Stichel, 1911
- Dysmathia grosnyi Le Cerf, 1958
- Dysmathia juno Le Cerf, 1958
- Dysmathia portia Bates, H, 1868